# Österlens skolmuseum
Österlens skolmuseum, eller Tomarps skolmuseum är ett arbetslivsmuseum i Östra Tommarp i Simrishamns kommun.
Museet består av en skolsal, som är inredd som vid förra sekelskiftet, och ett bygdemuseum samt ett intilliggande 1700-talshus med tidsenlig inredning. 
Den första skolan i byn byggdes 1727  med sten från Tommarps kloster på uppdrag av kyrkoherde Nils Nyman. År 1678 hade kungen påbjudit  att alla katekeser och bönböcker skulle vara skrivna på svenska. Skåne hade bara tillhört Sverige sedan 1658 och skåningarna föredrog 
fortfarande danska framför svenska. Huset förstördes under en storbrand i Tommarp år 1911 och året efter byggde man en ny skola. Den gamla skolan byggdes upp igen och blev  
stall för kyrkobesökarnas hästar.
Det gamla skolhuset, som blev museum år 1955, förvaltas av Hembygdskretsen Tumathorp.
En bit ifrån skolan finns en kalkugn som byggdes i sin nuvarande form omkring 1862 och var i drift till 1907. Kalksten som bröts i trakten brändes i ugnen med hjälp av flis och kol. Ugnen murades igen när den var full och bränningen tog drygt en vecka. Kalkugnen renoverades och fogades om 2018.